# Welttournee (Reisepodcast)
Welttournee – der Reisepodcast (oder kurz: Welttournee) ist ein deutschsprachiger wöchentlich veröffentlichter Podcast, der von Adrian Klie und Christoph Streicher moderiert wird. Er erscheint seit Januar 2019. Der SPIEGEL beschreibt den Inhalt  „[…] wie man auch mit Vollzeitjob, 30 Tagen Regelurlaub und wenig Geld die Welt kennenlernen kann“. 2019 wurde er von Apple Podcast als eine der besten Podcastsshows des Jahres ausgezeichnet. Zusätzlich veranstalten die beiden Podcaster Live-Podcast-Shows und veröffentlichen Bücher zum Podcast.

## Inhalt
Die beiden Moderatoren sprechen in den Folgen über ihre Reiseerlebnisse und die Begegnungen mit den Menschen vor Ort. Die Süddeutsche Zeitung schreibt in ihrer Rezension zum Podcast:

„Wie aber sieht der Urlaub aus, wenn Inlandsflüge, teure Unterkünfte und gepflegte Vorurteile ersetzt werden durch Fahrten mit dem Nachtzug, das Zelten unter Bäumen und grenzenlose Neugier? Statt gebuchten Gruppenausflügen prägen authentische und zuweilen skurrile Begegnungen mit Einheimischen die Reisen, von denen Christoph Streicher und Adrian Klie in Welttournee berichten.“

 Zudem entdecken sie im Podcast oft Orte, die nicht in jedem Reiseführer stehen. Die zwei Vollzeit-Berufstätigen haben bereits mehr als 120 Länder bereist. Inzwischen (Stand Februar 2024) sind 229 Folgen veröffentlicht worden.
Die Reichweite des Podcasts wurde 2021 zu ca. 10.000 Zuhörern je Folge angegeben.

## Auftritte
Unter dem Titel „Welttournee - die Reiseshow“ präsentieren Klie und Streicher ihre Reiseerlebnisse aus dem Podcast in zwei Stunden auf der Bühne. Veranstalter ist der Hamburger Konzertveranstalter a.s.s. concerts & promotion gmbh. Spielorte waren unter anderem die Laeiszhalle Hamburg, das Kulturzentrum Faust in Hannover oder das Gloria-Theater in Köln. Zudem geben sie Gastvorträge zum Thema Reisen und Audio-Destinationsmanagement an Universitäten und Fachhochschulen wie der Jade Hochschule oder der Ostfalia Hochschule.

## Bücher
Im Conbook-Verlag erschienen zwei Bücher zum Podcast. In „Reise-Hacks für Laufbegeisterte“ berichten die Autoren, wie man auch auf Reisen sportlich unterwegs ist. Das Magazin Runners World widmete dem Buch im Magazin 02/24 ein Interview, welches im Niendorfer Gehege produziert wurde. Im Buch „Auf Welttournee“ geht es um die Reisegeschichten der beiden, mit Tipps zum Bahnfahren.

## Auszeichnungen
Apple iTunes empfahl Welttournee als eine der „Podcast Shows des Jahres 2019“. Neben Welttournee erreichten „Hotel Matze“, „Zeit Verbrechen“ und „Beste Vaterfreuden“ das Ranking. Im Laufe der Jahre haben viele überregionale Medien über den Podcast berichtet und ihn rezensiert. Auf der Presseseite des Podcasts sind über 120 Erwähnungen in deutschen Medien wie dem SPIEGEL, dem ZDF, 1Live, Gala, oder GEO gesammelt.